# STLport
STLport ist eine portable Implementierung der C++-Standardbibliothek. STLport ist freie Software und darf auch in kommerziellen Produkten kostenlos genutzt werden. Beispielsweise enthält der Sun Studio 12 C++ Compiler als Alternative zur eigenen nicht standardkonformen STL eine Kopie von STLport.
Als besonderes Merkmal enthält STLport einen optionalen Debug-Modus, in dem zur Laufzeit z. B. fehlerhafte Vergleiche von Iteratoren erkannt werden oder die Einhaltung von Vector-Grenzen getestet wird.

## Geschichte
STLport hat zur Akzeptanz der C++-Standardbibliothek beigetragen, da diese Implementierung die Bibliothek für Compiler und Plattformen zur Verfügung stellte, für die die eigentlichen Hersteller nicht in der Lage waren eine Implementierung zu liefern. Zur Verbreitung von STLport trug auch bei, dass die Bibliothek die STL so weit wie möglich auch für C++-Compiler bereitstellte, die vor der Fertigstellung der C++-Sprachdefinition auf den Markt kamen und somit in ihrem Verhalten deutlich von der Definition abwichen.
Boris Fomitchev begann die Entwicklung von STLport im Januar 1997 am Moskauer Zentrum für SPARC-Technologie auf Basis einer Bibliothek namens Standard Template Library (STL) von SGI, die die C++-Standardbibliothek stark beeinflusste. In der damaligen Fassung war die Bibliothek nur schwer auf andere Plattformen zu portieren. Nicht selten wurde bei Multiplattform-Implementierungen einer C++-Software STLport als Referenz genommen und wenn nötig davon abweichende Bibliotheken verschiedener C++-Compiler durch STLport ersetzt. Dies führte im Laufe der Zeit dazu, dass Compilerhersteller wie Borland und Sun Microsystems STLport mit ihren Produkten auslieferten.
Die letzte erschienene Version von STLPort erschien am 10. Dezember 2008 und trug die Versionsnummer 5.2.1 (Stand Juni 2016).
Um STLport ist ein System von Beratungsfirmen und Spezialisten entstanden, die an der Weiterentwicklung und Wartung von STLport arbeiten und ihr Know-how kommerziell verwerten.